# Matthew Breeze
Matthew Christopher Breeze (Sydney, 10 de junho de 1972) é um árbitro australiano, registrado na Federação Australiana de Futebol. Ele também é um promotor policial.

## Carreira como árbitro

### Na Austrália
Breeze apita regurlamente a A-League, a liga nacional de futebol na Austrália.

### Internacional
A primeira partida internacional apitada por Breeze foi entre Fiji e Vanuatu, em 11 de abril de 2000. Fiji venceu por 4-1.
O primeiro grande campeonato internacional que Breeze apitou foi a Copa das Confederações de 2005, na Alemanha. Apitou, entre outros jogos, a disputa pelo terceiro lugar entre Alemanha e México, onde os alemães venceram os mexicanos por 4-3, na prorrogação.
Ele foi um dos dois árbitros australianos que estiveram presentes na Copa Asiática de 2007. O outro árbitro de nacionalidade australiana foi Mark Shield.
Também esteve presente na Copa das Confederações de 2009, onde novamente apitou, entre outros jogos, a disputa pelo terceiro lugar, dessa vez entre Espanha e África do Sul. Os espanhóis venceram os sul-africanos por 3-2, na prorrogação.